# Taljany
Taljany (ros. Тальяны) – osiedle w Rosji, w obwodzie irkuckim, w rejonie usolskim. W 2010 liczyło 1161 mieszkańców.